# Gideåbergsmyrarna
Gideåbergsmyrarna este o arie protejată (arie specială de conservare — SAC, sit de importanță comunitară — SCI) din Suedia întinsă pe o suprafață de 139,1 ha, integral pe uscat.

## Localizare
Centrul sitului Gideåbergsmyrarna este situat la coordonatele 63°17′37″N 16°33′44″E / 63.2936°N 16.5622°E.

## Înființare
Situl Gideåbergsmyrarna a fost declarat sit de importanță comunitară în decembrie 1995 pentru a proteja 4 specii de plante. Situl a fost protejat și ca arie specială de conservare în martie 2011.

## Biodiversitate
Situată în ecoregiunea boreală, aria protejată conține 5 habitate naturale: Păduri fino-scandinave bogate în ierburi cu Picea abies, Mlaștini alcaline, Turbării Aapa, Mlaștini împădurite, Taiga vestică.
La baza desemnării sitului se află mai multe specii protejate de  plante (4): Calypso bulbosa, papucul doamnei (Cypripedium calceolus), Meesia longiseta, ochii-șoricelului (Saxifraga hirculus).